# 旋轉水槽
旋轉水槽（rotating tank）是一個流體動力學實驗中會用到的設備，一般是將注滿水的圓筒容器放在旋轉的平台上，此設備可以模擬大气层或是海洋。
例如旋轉水槽中的冰塊可以模擬地球，而地球溫度最低的一點可以用冰塊模擬。就像大氣一樣，水中也會出現涡旋（Eddy）及高速氣流。

## 外部連結
- Rotating tank experiment descriptions and movies （页面存档备份，存于）